# Eva Schmierer
Eva Schmierer (* 14. Januar 1969 in Mühlhausen an der Enz, heute Stadtteil von Mühlacker) ist eine deutsche politische Beamtin. Seit 2025 ist sie Staatssekretärin im Bundesministerium der Justiz und für Verbraucherschutz.

## Leben
Schmierer studierte ab 1993 Rechtswissenschaft an der Ruprecht-Karls-Universität Heidelberg. Nach dem Abschluss des ersten juristischen Staatsexamens absolvierte sie das Rechtsreferendariat am Kammergericht. 1997 legte sie das zweite juristische Staatsexamen ab. 1998 war sie als Rechtsanwältin in Berlin tätig.
Von 1998 bis 2000 war Schmierer als Personalreferentin im Bundesministerium des Innern tätig. Dort war sie anschließend von 2000 bis 2002 stellvertretende Pressesprecherin des Bundesministers Otto Schily. Von 2002 bis 2009 war sie als Leiterin der Presse- und Öffentlichkeitsarbeit im Bundesministerium der Justiz Pressesprecherin der Bundesministerin Brigitte Zypries. Von 2010 bis 2014 leitete sie das Referat für Kartell- und Vergaberecht, Telekommunikationsrecht, Medienrecht und Außenwirtschaftsrecht im Bundesjustizministerium. Anschließend leitete sie von 2014 bis 2022 im Bundesjustizministerium die Zentralabteilung. Von 2022 bis 2025 war sie schließlich Leiterin der Zentralabteilung im Presse- und Informationsamt der Bundesregierung.
Im Zuge der Bildung des Kabinetts Merz wurde Schmierer im Mai 2025 unter Bundesministerin Stefanie Hubig (SPD) zur Staatssekretärin im Bundesministerium der Justiz und für Verbraucherschutz ernannt.

## Weitere Tätigkeiten
Schmierer war von 2015 bis 2022 Aufsichtsratsvorsitzende der Bundesanzeiger Verlag GmbH. Von 2014 bis 2022 war sie Mitglied im Kuratorium der Deutsche Stiftung für Internationale Rechtliche Zusammenarbeit e.V. Zudem war sie von 2017 bis 2025 Mitglied im Advisory Board der Hertie School. Seit 2014 ist sie außerdem als Mentorin für Studenten der Bucerius Law School tätig. Seit 2022 ist sie Schatzmeisterin des Vereins Gegen Vergessen – Für Demokratie.